# Charles Tatham
Charles Tatham (* 3. September 1854 in New York City; † 24. September 1939 ebenda) war ein US-amerikanischer Fechter.

## Leben
Bei den Olympischen Spielen 1904 in St. Louis nahm er an drei Fechtwettbewerben teil und konnte in jeder eine Medaille gewinnen. Im Florettfechten gewann er Bronze im Einzel. In der Mannschaftswertung des Florettfechtens, bei der er mit einer US-Auswahl einer gemischten Mannschaft (Mixed Team) unterlag, gewann er Silber. Im Einzelwettkampf mit dem Degen erreichte er hinter Ramón Fonst den zweiten Platz.
Charles Tatham wird fälschlicherweise (etwa in der IOC-Datenbank) oft als Kubaner geführt. Er war jedoch US-Amerikaner.